# 小行星7917
小行星7917（英語：7917 Hammergren）是一颗围绕太阳公转的小行星。1981年3月2日，舒爾特·巴斯在赛丁泉山发现了此天体。
这颗小行星的绝对星等为12.47575等。